# Kisszőlős
Kisszőlős ist eine ungarische Gemeinde im Kreis Devecser im Komitat Veszprém.

## Geschichte
Kisszőlős wurde erstmals 1266 als Villa Scevleus und im Jahre 1367 als Kyszevleus urkundlich erwähnt.

## Verkehr
Durch Kisszőlős verläuft die Landstraße Nr. 8411. Der nächstgelegene Bahnhof befindet sich ungefähr acht Kilometer südlich in Somlóvásárhely.